# Château de Bourgon (Charente)
Ne doit pas être confondu avec Château de Bourgon (Mayenne).
Le château de Bourgon est situé sur la commune de Valence, en Charente.

## Historique
Au XIVe siècle, le fief de Bourgon appartient à la famille du même nom. La fille de Guillaume de Bourgon épouse Pierre de Barbezières, et le château reste dans cette famille jusqu'en 1515 avant de passer par mariage à la famille de Mastin. Jean Martin acquiert Bourgon en 1674. En 1760, François Martin, seigneur de Bourgon, achète des tapisseries provenant du château de Bourg-Charente.
À la fin du XVIIIe siècle et au début du siècle suivant, le château de Bourgon a appartenu à Jean-Guillaume de Lacroix de Bourgon, général en 1778-1815,.

## Architecture
L'architecture est typique du XVe siècle, mais une cave voûtée, une baie géminée et le soubassement accusent une construction antérieure du XIIIe siècle.
Autrefois en L, le corps de logis est rectangulaire à deux étages, et comporte deux imposantes tours rondes aux angles nord-ouest et sud-ouest, possédant quelques meurtrières. Deux avant-corps ont été ajoutés sur les façades est et nord. Une tour polygonale arasée contenant un escalier à vis complète l'édifice à l'est. Cette tour a une porte à décor gothique ouvrant sur la cour d'honneur. L'escalier dessert directement deux pièces par étage.
Au sud, la chapelle a été construite au XVIe siècle, et présente une belle salle voûtée à nervures. Elle possède une porte de style Renaissance.
L'intérieur possède une cheminée en pierre du XVe siècle et une cheminée en bois du XVIIe siècle assez remarquables.
Au XVIIIe siècle, le château était plus important; il possédait une vaste et longue aile qui englobait les communs au nord-ouest. En retour d'équerre à l'est, une aile terminée par une petite tour ronde a entièrement disparu.
La façade ouest possède un perron avec un escalier monumental.
Le château est inscrit monument historique depuis 2011.

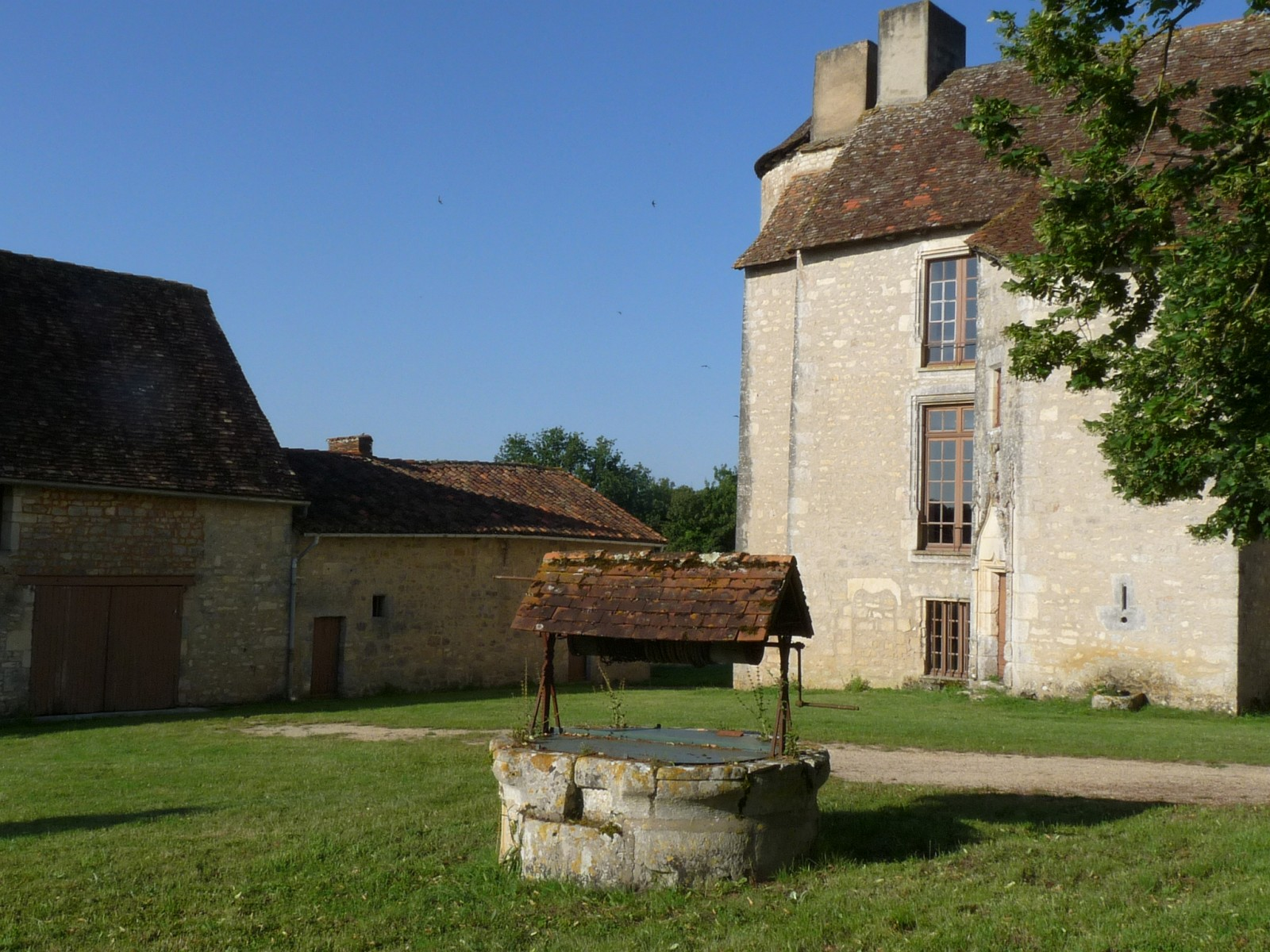
La cour d'honneur avec le puits et la tour de l'escalier.
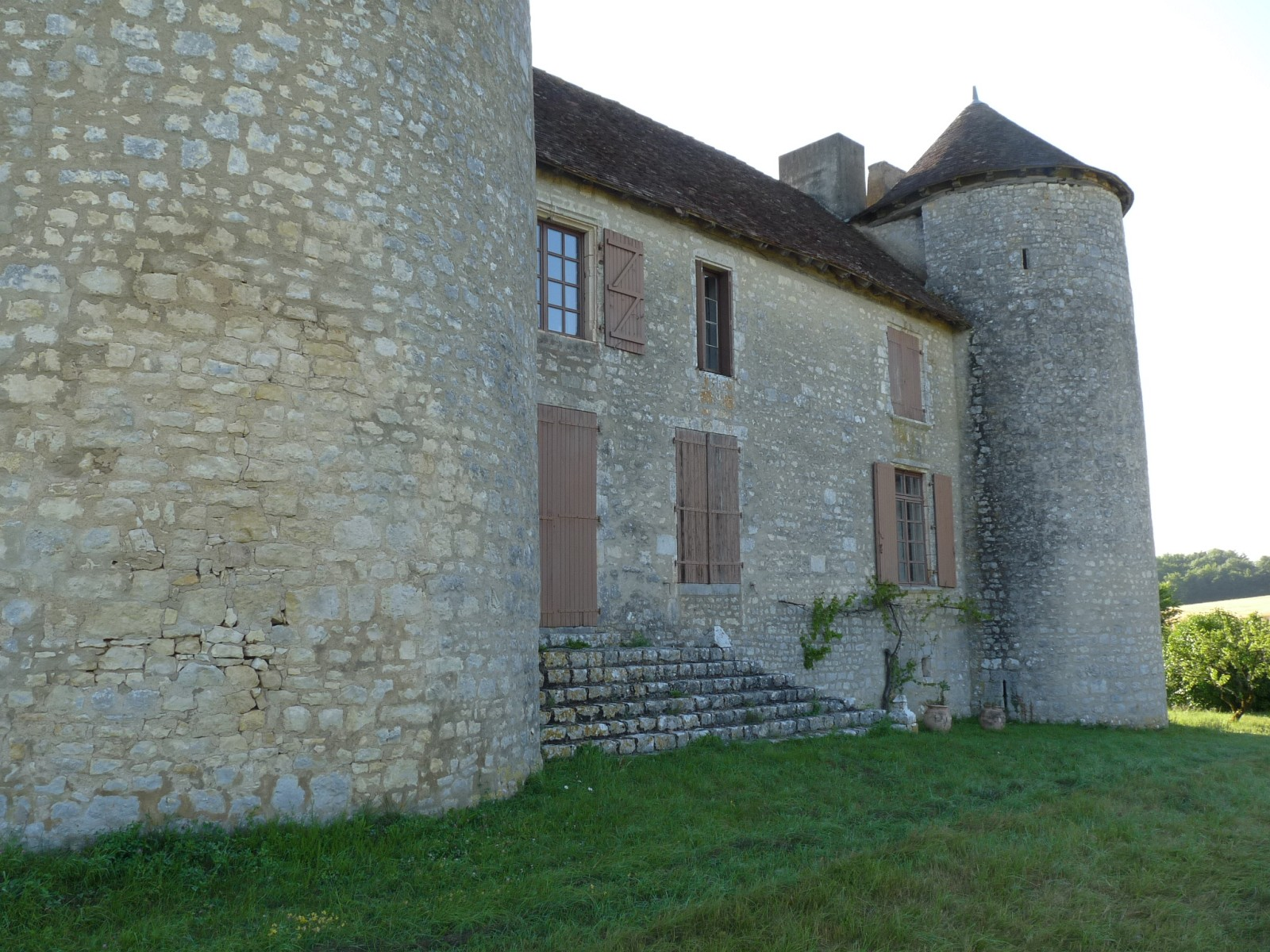
La façade ouest et ses deux tours.
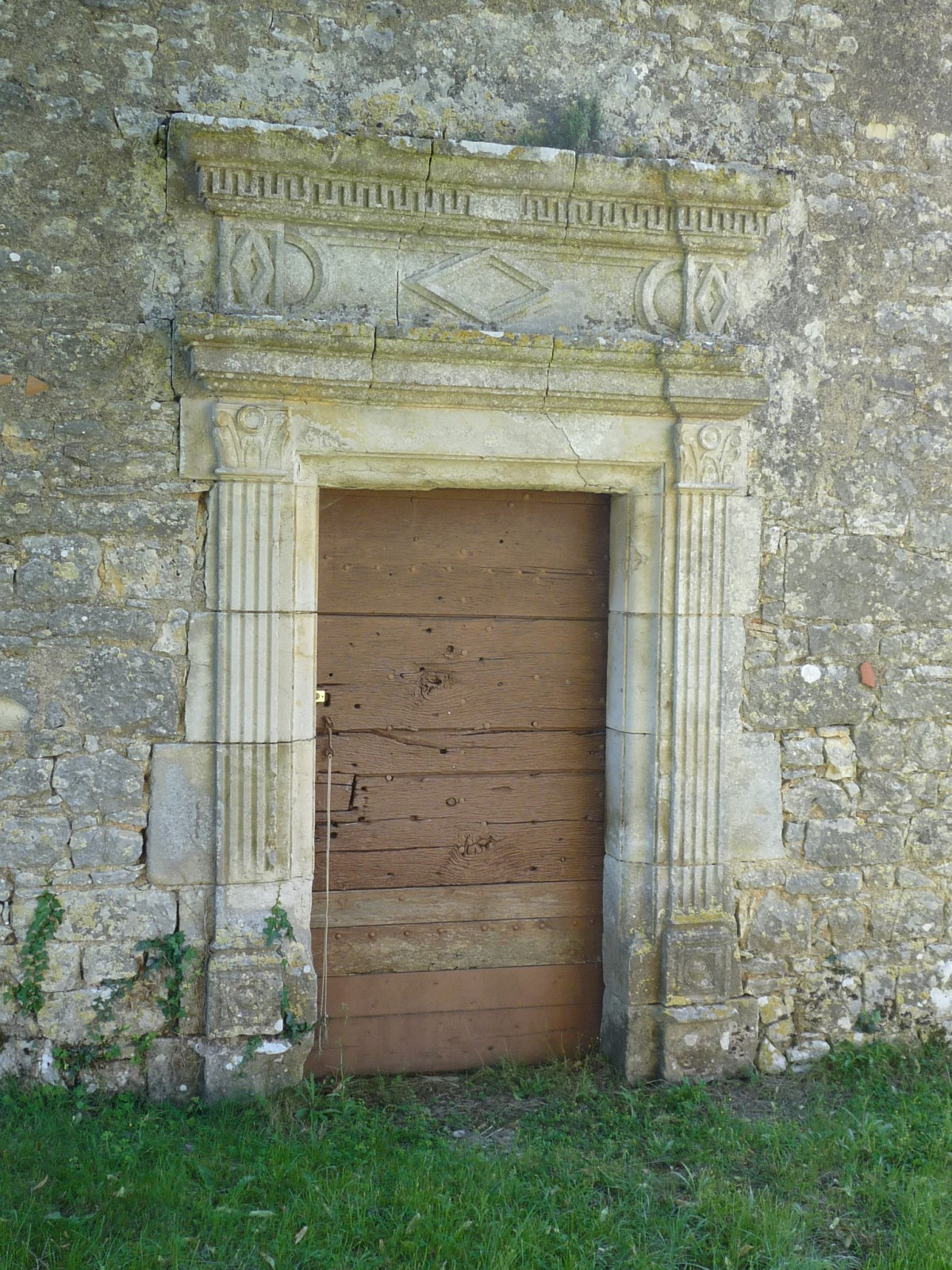
Porte donnant à l'ouest.